# Mario Wandruszka
Mario Wandruszka, bis 1919 Wandruszka von Wanstetten (* 9. August 1911 in Znaim; † 17. März 2004) war ein österreichischer Romanist und Sprachwissenschaftler.

## Leben
Der Sohn eines Offiziers der österreichisch-ungarischen Armee studierte romanische und deutsche Philologie in Paris, Aix-en-Provence, Perugia und Wien, wo er 1934 promoviert wurde. 1938 habilitierte er sich in Heidelberg für das Fach Romanische Philologie.
Mario Wandruszka beantragte gemeinsam mit seinem Bruder Adam Wandruszka (Historiker) am 28. Mai 1938 die Aufnahme in die NSDAP, erhielt aber etwa ein Jahr lang keinen Bescheid. Der Gauleiter von Wien befürwortete schließlich das Gesuch mit der Begründung, die Brüder ständen „seit März 1933 in der Bewegung“ und man sehe ihnen „das Achtel jüdischen Blutes“, das in ihren Adern fließe, nicht an. Der Appell an die „Gnade des Führers“ hatte Erfolg, die Brüder wurden am 1. Mai 1941 rückwirkend mit 1. Mai 1938 in die Partei aufgenommen (Mitgliedsnummer 6.150.020).
Von 1942 bis 1945 war Wandruszka in britischer Gefangenschaft in Kanada. Von 1946 bis 1956 lehrte er an der Universität Heidelberg vor allem in der Übersetzer- und Dolmetscherausbildung. Im Jahr 1956 wurde Wandruszka Professor an der Universität Tübingen. Rufe an die Universitäten Wien und Innsbruck lehnte er ab. Ab 1971 lehrte er an der Universität Salzburg, 1981 wurde er dort emeritiert.
In Wandruszkas wissenschaftlichem Œuvre sind zwei Phasen zu unterscheiden. Bis 1959 standen feinsinnige kulturgeschichtliche Analysen im Vordergrund, die von Schlüsselwörtern ausgingen. Ab dem Lehrstuhl in Tübingen machte er in einer bemerkenswerten Wende die zusammenhängenden Themen Sprachvergleich und Mehrsprachigkeit zum alleinigen Gegenstand seiner Lehre und seiner Veröffentlichungen und setzte dafür den Terminus Interlinguistik ein. In dem durch Übersetzungsvergleich ermittelten Röntgenbild der Einzelsprachen ließ er es nicht an Kritik fehlen. Gegenüber der in seiner Zeit überbetonten Vorstellung von der Sprache als eines wohlstrukturierten Systems wurde er nicht müde, die Zufälligkeiten und Willkürlichkeiten jeder Sprache (als Norm) hervorzuheben. Wandruszka gehörte zu den Romanisten, welche die erforschte Fremdsprache aktiv wie passiv in hohem Grade selbst beherrschten. Nicht zuletzt deshalb gehörte er zu den ersten Romanisten, die in ihrer Lehre das Gegenwartsfranzösisch (statt der Sprachgeschichte) in den Vordergrund stellten. Sein Lebenswerk wurde durch vier Festschriften gewürdigt.
Sein Sohn ist der Romanist und Sprachwissenschaftler Ulrich Wandruszka. 

## Veröffentlichungen (Auswahl)
- Zum Stil Stendhals. In: Zeitschrift für französische Sprache und Literatur 62, 1939, S. 429–436.
- Nord und Süd im französischen Geistesleben. Gronau, Jena und Leipzig 1939.
- Als  M. W. Wandruszka-Wanstetten (das ist: Mario Wilhelm...): Wille und Macht in 3 Jahrhunderten französischer Schau. Reihe: „Frankreich. Sein Weltbild und Europa. Gemeinschaftswerk der deutschen Romanistik.“ Hrsg. Fritz Neubert.[4] Kohlhammer, Stuttgart und Berlin 1942.
- Angst und Mut. Klett, Stuttgart, 1950 und Klett-Cotta, Stuttgart 1981, ISBN 3-12-938440-5.
- Haltung und Gebärde der Romanen. Niemeyer, Tübingen 1954. Berlin 2017.
- Das Bild des Menschen in der Sprache der italienischen Renaissance. Scherpe, Krefeld 1956.
- Der Geist der französischen Sprache. Rowohlt, Hamburg 1959.
- Gedanken zu einer Kritik der romanischen Sprachen. In: Festschrift Walther von Wartburg zum 80. Geburtstag. Band 1. Niemeyer, Tübingen 1968, S. 3–20.
- Sprachen, vergleichbar und unvergleichlich. Piper, München 1969.
- Interlinguistik. Umrisse einer neuen Sprachwissenschaft. Piper, München 1971, 1976.
  - Italienische Ausgabe: Introduzione all'interlinguistica. Mit Ivano Paccagnella. Palumbo, Palermo 1974.
- Die Mehrsprachigkeit des Menschen. Piper, München 1979, ISBN 3-492-02491-2.
  - Taschenbuchausgabe: Die Mehrsprachigkeit des Menschen. Deutscher Taschenbuch Verlag, München 1981, ISBN 3-423-01723-6.
- Über den Zufall in unseren Sprachen. In: Sprachtheorie und Sprachenpraxis. Festschrift für Henri Vernay. Narr, Tübingen 1979, S. 427–441.
- Sprachen lernen. Sprachen erleben. Hueber, München 1982.
- Das Leben der Sprachen? Vom menschlichen Sprechen und Gespräch. DTV, München 1987, ISBN 978-3-421-06176-8.
- Die europäische Sprachengemeinschaft. Francke, Tübingen 1990, ISBN 3-7720-1766-5.
- „Wer fremde Sprachen  nicht kennt…“ Das Bild des Menschen in Europas Sprachen. Piper, München 1991.

## Nachruf
- Fritz Abel: Mario Wandruszka (1911–2004). In: Romanische Forschungen 117, 2005, S. 489–495.